# Liste der Filetypen von ProDOS und SOS

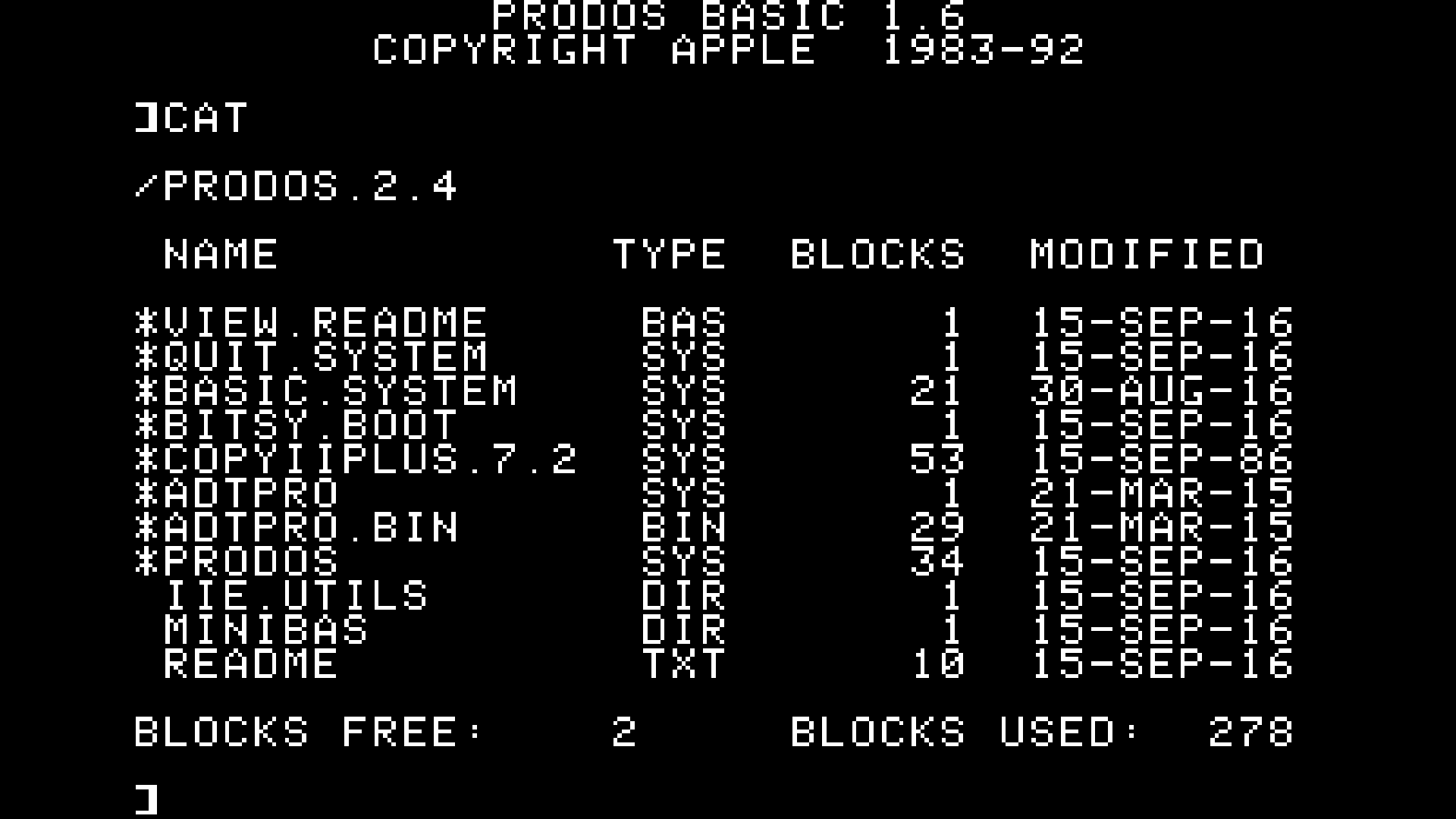
ProDOS 8 Catalog

| Byte | internes Kürzel | Beschreibung                     | Betriebssystem |
| ---- | --------------- | -------------------------------- | -------------- |
| $00  |                 | Typenloses File                  | ProDOS/SOS     |
| $01  | BAD             | Bad-Block-Datei                  | ProDOS/SOS     |
| $02  | PCD             | Pascal-Code-Datei                | SOS            |
| $03  | PTX             | Pascal-Text-Datei                | SOS            |
| $04  | TXT             | Textdatei                        | ProDOS/SOS     |
| $05  | PDA             | Pascal-Daten-Datei               | SOS            |
| $06  | BIN             | Binärfile                        | ProDOS/SOS     |
| $07  | FNT             | Font file                        | SOS            |
| $08  | FOT             | Graphic screen file (Fotofile)   | ProDOS/SOS     |
| $09  | BA3             | Business-BASIC Programm          | SOS            |
| $0A  | DA3             | Business-BASIC Datendatei        | SOS            |
| $0B  | WPF             | Word Processor file              | SOS            |
| $0C  | SOS             | SOS system file                  | SOS            |
| $0D  |                 | –                                |                |
| $0E  |                 | –                                |                |
| $0F  | DIR             | Subdirectory                     | ProDOS/SOS     |
| $10  | RPD             | RPS data file                    | SOS            |
| $11  | RPI             | RPS index file                   | SOS            |
| $12  | AFD             | AppleFile discard file           | SOS            |
| $13  | AFM             | AppleFile model file             | SOS            |
| $14  | AFR             | AppleFile report format file     | SOS            |
| $15  | SCL             | Screen library file              | SOS            |
| $16  |                 | –                                |                |
| $17  |                 | –                                |                |
| $18  |                 | –                                |                |
| $19  | ADB             | AppleWorks-Datenbank             | ProDOS         |
| $1A  | AWP             | AppleWorks-Textdatei             | ProDOS         |
| $1B  | ASP             | AppleWorks-Rechenblatt           | ProDOS         |
| $1C  |                 | ChartWorks-Chartdatei            | ProDOS         |
| $1D  |                 | ChartWorks-Chart-Graphic (MAIN)  | ProDOS         |
| $1E  |                 | ChartWorks-Chart-Graphic (AUX)   | ProDOS         |
| $1F  |                 | –                                |                |
| $20  |                 | –                                |                |
| $21  |                 | ThinkWorks-File                  | ProDOS         |
| $22  |                 | ThinkWorks-File                  | ProDOS         |
| ...  |                 |                                  |                |
| $B0  | SRC             | Quelltext                        | ProDOS 16      |
| $B1  | OBJ             | Objektcode                       | ProDOS 16      |
| $B2  | LIB             |                                  | ProDOS 16      |
| $B3  | S16             | ProDOS 16-Systemdatei            | ProDOS 16      |
| $B4  | RTL             |                                  | ProDOS 16      |
| $B5  | EXE             |                                  | ProDOS 16      |
| $B6  | STR             |                                  | ProDOS 16      |
| $B7  |                 | –                                |                |
| $B8  | NDA             | New Desk Accessory               | ProDOS 16      |
| $B9  | CDA             | Classic Desk Accessory           | ProDOS 16      |
| $BA  | TOL             |                                  | ProDOS 16      |
| $BB  |                 |                                  |                |
| $BC  |                 |                                  |                |
| $BD  |                 |                                  |                |
| $BE  |                 |                                  |                |
| $BF  |                 |                                  |                |
| $C0  |                 | Von Deluxe Paint benutzt u. a.   | ProDOS 16      |
| $C1  |                 | Paintworks Plus Screen-Type File | ProDOS 16      |
| $C2  |                 | Paintworks Plus animation file   | ProDOS 16      |
| $C3  |                 |                                  |                |
| $C4  |                 |                                  |                |
| $C5  |                 |                                  |                |
| $C6  |                 |                                  |                |
| $C7  |                 |                                  |                |
| $C8  |                 | ProDOS 16-Fontfile               | ProDOS 16      |
| ...  |                 |                                  |                |
| $E2  | DTS             |                                  | ProDOS 16      |
| ...  |                 |                                  |                |
| $EF  | PAS             | Pascal-Quelltext                 | ProDOS         |
| $F0  | CMD             | Befehlsdatei                     | ProDOS         |
| $F1  |                 | benutzerdefiniert                |                |
| $F2  |                 | benutzerdefiniert                |                |
| $F3  |                 | benutzerdefiniert                |                |
| $F4  | MAC             | von ASCII-Express-Pro benutzt    | ProDOS         |
| $F5  |                 | benutzerdefiniert                |                |
| $F6  |                 | benutzerdefiniert                |                |
| $F7  |                 | benutzerdefiniert                |                |
| $F8  | LNK             | Link-File für den Merlin-Pro     | ProDOS         |
| $F9  | P16             | ProDOS 16-File                   | ProDOS 16      |
| $FA  | INT             | Integer BASIC Programm           | ProDOS         |
| $FB  | IVR             | Integer-Variablendatei           | ProDOS         |
| $FC  | BAS             | Applesoft BASIC Programm         | ProDOS         |
| $FD  | VAR             | Applesoft-Variablendatei         | ProDOS         |
| $FE  | REL             | Relokatives Maschinenprogramm    | ProDOS         |
| $FF  | SYS             | ProDOS Systemdatei               | ProDOS         |